# Viernes negro (episodio de South Park)
«Viernes Negro» («Black Friday» como título original) es el séptimo episodio de la decimoséptima temporada de la serie animada South Park, y el episodio Nº 244 en general, escrito y dirigido por el cocreador de la serie Trey Parker. El episodio se estrenó en Comedy Central el 13 de noviembre de 2013 en Estados Unidos, es el primero de los tres episodios tipo arco narrativo que acontecen sobre el Viernes Negro en los Estados Unidos, también se realiza una parodia de la serie Game of Thrones (similar a la película del 2002 El Señor de los Anillos: las dos torres).
En el episodio Randy toma un empleo como guardia de seguridad en un centro comercial de la ciudad para hacer compras en locales con ofertas antes que la multitud de gente; mientras tanto los chicos de South Park lucharán para escoger y obtener la consolas de última generación Xbox One y las PlayStation 4. El capítulo fue escrito por el cocreador de la serie Trey Parker y fue calificado como TV-MA LV en los Estados Unidos.

## Cronología
La gestión de seguridad en el centro comercial de South Park informa a sus guardias que se acerca el día de compras del Black Friday, en el que personas han sido gravemente heridas o muertas en la pasada temporada. El guardia principal y capitán, un curtido veterano con una gran cicatriz corriendo por su rostro a través de su ojo ciego izquierdo, dice a los guardias que este año, el centro comercial está ofreciendo un descuento del 80% para las primeras 30 personas que visiten en el centro comercial, el cual es casi seguro que de nuevo habrá violencia entre los compradores, sus compañeros guardias se sienten preocupados. Entre los guardias está Randy Marsh, que ha tomado el trabajo de manera temporal, no para ganar dinero extra como él dice, sino para adquirir los productos con descuentos frente a la multitud de gente que se acamparán en las afueras del centro comercial.
Mientras tanto, los chicos de South Park vestidos con el atuendo medieval inspirado en la serie de TV Game of Thrones, Eric Cartman informa a sus amigos que en el centro comercial de South Park harán un descuento del 80% para las 30 primeras personas presentes dentro de los locales por lo que llamará el "Black Friday", los chicos no sabían lo que era un Black Friday pero fueron asesorados por Eric, luego comenta que si trabajaran juntos como equipo, lograrían ser los primeros en entrar al centro comercial para comprar las consolas antes mencionadas que también aplican al descuento del 80%, y así poder jugar en línea del juego Game of Thrones, luego los chicos en el patio de la casa de Cartman, hacen prácticas de luchas con espadas y flechas de tiro al blanco para poder combatir a la multitud de la gente durante el Black Friday, Butters comunica que los chicos de maternal aceptaron unirse para jugar en línea del mencionado título, ahí es cuando Kyle mencionó que todos los chicos lucharán por obtener las Xbox One, pero Craig pensaba que lucharían por las PlayStation 4, Kyle y Craig discuten que es mejor elegir una Xbox para coincidir partidas en línea, pero Craig insiste en luchar por las PS4, generando división entre los que lucharán por cada consola, incluido a Stan que es su mejor amigo, ha preferido estar del lado del PS4, dicha acción cambiaron los planes de todos los chicos, ahora los que están del bando de PS4 (liderado por Stan), tendrán que batallar contra sus opositores (los del bando Xbox One liderado por Cartman), Eric busca aliados mediante una videollamada con la finalidad de conseguir las Xbox One con precio de oferta, y buscará una manera de que Stan sea parte del bando Xbox, entonces usará el juego Game of Thrones para atraerlo, Butters se molesta oír el nombre del juego, ya que él espera que unos dragones ataquen a unos hombres heterosexuales (en la serie original de TV).
En el centro comercial, se anunció que pondrán a la venta un muñeco de Elmo llamado "Stop Touching Me Elmo", enterándose por los guardias que muestran aún más la preocupación porque hay personas haciendo fila por comprar el muñeco, entonces el guardia capitán ordena a las personas a hacer fila en la línea de Black Friday para que las demás personas hagan sus compras normales, mientras tanto, Stan está en busca de más chicos para unirse y luchar por las PS4 en el centro comercial. 
Cartman paseando en el "Jardín de Andros" con Kenny, cuyo seudónimo es "Lady McCormick", le comenta que Kyle se encuentra apenado por la decisión de que Stan esté en el grupo de PS4, y si cambia de bando, él y Stan tendrían problemas, entonces Cartman confía a Kenny de conseguir las Xbox One, el jardín se reveló ser el patio trasero de un anciano residente que ordena a los niños a dejar de entrar ilegalmente en su propiedad. Randy observa los productos que están de oferta en varios locales siendo sorprendido por el guardia principal quien ya sabía del porque Randy ha tomado el trabajo, entonces el oficial da un consejo de como actuar ante toda la gente durante el Black Friday. La tropa de Stan se ven preocupados porque el bando de Cartman tienen el apoyo de muchos chicos apasionados al Xbox. 
En la matriz de Sony, el jefe de la compañía recibe la noticia de que Eric Cartman realiza una campaña para ser los primeros en obtener la Xbox, sus asistentes mencionan que si ellos logran conseguir las Xbox a tiempo, la compañía tendría problemas, entonces el presidente de la compañía tendría planeado hacer una gran promoción denominado el paquete Black Friday, que incluye, 4 controles DualShock 4, un mapa de Japón, un reembolso de cien dólares y un permiso para pre-ordenar el juego Metal Gear Solid 5, toda esta oferta servirá para atraer a más compradores. Randy les dice a las personas que no pueden hacer fila hasta después de la noche de Acción de Gracias, la gente nada podía hacer porque ya estaban haciendo fila, entonces Randy comenzará a repartir pulseras para hacer reservas, pero termina en una pelea entre los compradores, el guardia capitán intenta tomar la calma entre los agresores, lastimosamente fue apuñalado en la espalda por un comprador, Randy revela sus verdaderos motivos por haber aceptado el trabajo. El capitán observa que Randy ahora sabe qué tan grave es el Viernes Negro, y se le cae la cicatriz de su ojo izquierdo revelando que es un aparato protésico. Luego el capitán, antes de fallecer, coloca la cicatriz en el ojo de Randy convirtiéndolo así en el nuevo capitán del centro comercial: ahora él deberá luchar para proteger el Black Friday. 
Al mismo tiempo, Stan ha logrado conseguir aliados y hace una reunión entre todos, para informar de que un nuevo líder se une a su bando para que el PlayStation 4 sea el ganador de la guerra de consolas: se trata de Kenny McCormick, que ahora es una princesa real.

## Recepción
El episodio ha recibido muy buenas críticas de varios analistas y espectadores, Max Nicholson de IGN calificó al episodio un 8.7/10 destacando "Es hábil que haya una fusión de guerra de consolas con el juego "Game of Thrones", serie de HBO", además destacó que este episodio es el mejor que ha visto en la temporada 17.
Ryan McGee de The AV club calificó al episodio una A-, alabando a la parodia de "Game of Thrones" y comentó. "¿Por qué envolver al "Game of Thrones" en todo esto? No hay ninguna razón para hacerlo, excepto que es muy divertido y ofrece hasta una gran forma de enmarcar la narrativa en general. lo que hace que el enfoque realmente funciona, es que 'Viernes Negro' no es una parodia de uno por otro como temática.